# 독서신문
독서신문은 '읽고 생각하는 신문'을 표방하면서 민족문화의 창달과 독서인구의 증대를 목표로 지난 1970년 11월 8일 창간호가 발행됐다([㈜독서신문사 법인 설립[(공보처 등록 제 다239호)]. 2017년 현재 47년째에 이르고 있으며, 초기에는 주간으로 발행되다가 최근에는 격주간으로 발행되고 있다.연혁참고